# Bopyroides
Bopyroides är ett släkte av kräftdjur som beskrevs av William Stimpson 1864. Bopyroides ingår i familjen Bopyridae.
Kladogram enligt Catalogue of Life och Dyntaxa:
| Bopyroides | \| \| Bopyroides cluthae \| \| \| \| \| \| Bopyroides hippolytes \| \| \| \| \| \| Bopyroides shiinoi \| \| \| \| |
|            | \| \| Bopyroides cluthae \| \| \| \| \| \| Bopyroides hippolytes \| \| \| \| \| \| Bopyroides shiinoi \| \| \| \| |
|            | Bopyroides cluthae                                                                                                |
|            | |
|            | Bopyroides hippolytes                                                                                             |
|            | |
|            | Bopyroides shiinoi                                                                                                |
|            | |

## Bildgalleri

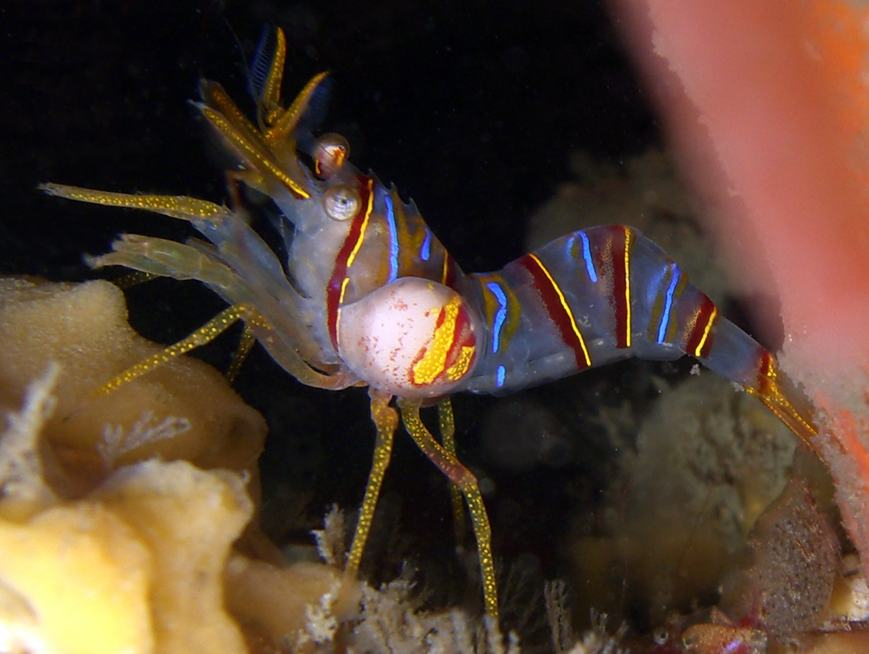